# Joel Quispe
Joel Víctor Quispe Mayurí (Pisco, 7 de abril de 1982) es un futbolista peruano. Juega de defensa y su equipo actual es  Santo Domingo de Nasca de la Copa Perú. Tiene 42 años.

## Trayectoria
En sus inicios comenzó como lateral; pasó por varios equipos de Ica resaltando Defensor Zarumilla, Sport Victoria y Santos F.C.

### Defensor Zarumilla
Tuvo un paso por Defensor Zarumilla durante 2011 y 2013 donde acumularia buenas actuaciones para poder llegar a equipos destacados de la región.

### Sport Victoria
Con el decano iqueño fue jugador clave tuvo un corto paso durante la destacada participación el 2012 y volviendo el 2014 donde con experiencia se vuelve titular hasta el 2017

### Juan Aurich
El 2018 fue contratado por el Juan Aurich siendo su primer equipo fuera de la región Ica por el que jugaría como ttular indiscutible durante toda la temporada, sin embargo no lograría el ascenso tras una dura eliminación por Cienciano. 

### Santos F.C.
El 2019 llegaría al Santos F.C., equipo en el que ya había jugado el 2011 por Copa Perú. Llegaría a un equipo que venía de ascender a la Segunda División del Perú, la experiencia le permitió aportar seguridad necesaria en la defensa siendo titular indiscutible, logrando juntos a los demás jugadores que el equipo sea la sorpresa del torneo, renovaría para el 2020.

## Clubes
| Club                         | País | Año       |
| ---------------------------- | ---- | --------- |
| Defensor San Tadeo           | Perú | 1998-1999 |
| Los Paracas                  | Perú | 2000-2001 |
| Deportivo Bernales           | Perú | 2002-2003 |
| José Carlos Mareategui       | Perú | 2004-2005 |
| Unión Estudiantes            | Perú | 2006-2007 |
| Sport Huamanga               | Perú | 2007      |
| Santa Dominguita             | Perú | 2008-2009 |
| Juventud Guadalupe           | Perú | 2008-2010 |
| Olímpico Peruano             | Perú | 2009      |
| José de San Martín           | Perú | 2010      |
| Joe Gutiérrez                | Perú | 2010      |
| Defensor Zarumilla           | Perú | 2010-2011 |
| Santos F.C.                  | Perú | 2012      |
| Sport Victoria               | Perú | 2012      |
| Defensor Zarumilla           | Perú | 2013      |
| Sport Victoria               | Perú | 2014-2017 |
| Juan Aurich                  | Perú | 2018      |
| Santos F.C.                  | Perú | 2019-2023 |
| Mariscal Sucre (La Tinguiña) | Perú | 2024      |
| Santo Domingo (Nasca)        | Perú | 2024-act. |